# 哥布林王
哥布林王（英語：The Great Goblin）是托爾金奇幻小說中土大陸裡的人物，迷霧山脈地底哥布林的國王，在《哈比人》中俘虜索林·橡木盾的矮人遠征軍。

## 生平
原著小說並無提及哥布林王的名字。關於他的外觀，小說僅形容其身材無比高大、腦袋也十分巨大；他坐在一塊大石頭上，身旁有許多哥布林護衛。哥布林王十分邪惡與殘忍，但也很聰明和狡詐。
第三紀元2941年，他的手下將途經該處的索林·橡木盾的矮人遠征軍和哈比人比爾博抓到他面前。當哥布林王發現索林持有的獸咬劍在過去曾殺死許多半獸人後，他便憤怒地命令手下將索林等人全部殺死。這時巫師甘道夫及時趕到，施展魔法讓現場陷入黑暗，乘亂用敵擊劍將哥布林王當場斬殺。

## 改編描述
在1977年的動畫電影《哈比人》中，約翰·史蒂文森（John Stephenson）為哥布林王配音。
在彼得·傑克森執導的《哈比人電影系列》中，哥布林王主要是由澳大利亞舞台劇演員巴里·漢弗萊斯透過動態捕捉飾演的。在選角過程中，傑克森因看了漢弗萊斯演出的舞台劇《伊達夫人》，而認為他非常適合演出哥布林王這個角色。
傑克森的《哈比人》電影中哥布林王的形象被形容為一隻巨大、令人反感、肥胖的邪惡生物，他坐在一個巴洛克風格的王座上，有一群哥布林作為他升座或離座的踏墊。為了設計這個角色的外貌，維塔工作室的工作人員還特地去參考醫學刊物裡有關瘡、瘤、坏疽等皮膚病的圖像，最終讓片裡的哥布林王看起來既腫脹又兇殘；而設計哥布林王的維塔藝術家們也因此獲得了第11届视觉效果工会奖最佳動畫角色（真人類）的提名。
導演彼得·傑克森表示該電影裡哥布林王被甘道夫殺死前的遺言「這招也行」（That’ll do it）本來並不在劇本中，是演員漢弗萊斯在動態捕捉過程中想出這句台詞，大家都覺得有趣，於是最終把它放在電影裡。

## 外部連結
- 互联网电影数据库上哥布林王的资料（英文）